# Robert Vonnoh

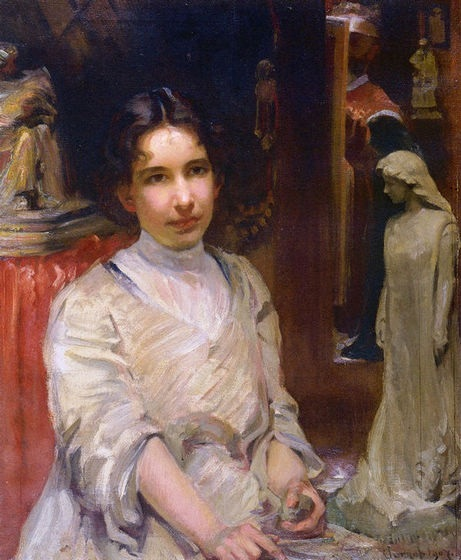
Bessie Potter Vonnoh

Robert William Vonnoh (17 de Setembro de 1858 – 1933) foi um pintor impressionista dos Estados Unidos da América, conhecido pelos seus retratos e paisagens. Ficou conhecido por ter feito grandes viagens na costa leste americana e também pela França, mais especificamente pela colônia de artistas conhecida como Grez-sur-Loing.
Estudou em Paris com mestres como Gustave Boulanger e Jules Joseph Lefebvre, Ensinou na Cowles Art School em Boston (1884-1885),ena escola do Museu de Belas Artes de Boston (1883-1887) e na Pennsylvania Academy of the Fine Arts (1891-1896).
Vonnoh foi designado membro da National Academy of Design em 1906.
Sua mulher, Bessie Potter Vonnoh (1872-1955) foi escultora.

### In Flanders Field
A obra mais conhecida do pintor é "Nos Campos de Flandres" (In Flanders Field), também conhecida como Where Soldiers Sleep and Poppies Grow (algo como "Onde os soldados dormem e as papoulas crescem") ou Coquelicot. A obra foi pintada em 1890 nos campos de Grez-sur-Loing. Essa pintura obra feita em óleo sob tela e mede 149 cm x 254 cm, emprega  pinceladas ativas e expressivas que dão grande destaque para o cadmio vermelho ardente de papoulas, um assunto que foi popular durante esse período entre muitos pintores.
Na imagem retratada, uma jovem se agacha no primeiro plano para, aparentemente, recolher as papoulas em um vasto campo com duas figuras ao fundo. Embora este tenha sido considerado o trabalho mais ambicioso de Vonnoh, sendo muito aclamado e conquistando grande repercussão em feiras e exposições, a pintura nunca foi vendida até 1919, quando foi adquirido diretamente por Joseph G. Butler, fundador do The Butler Institute of American Art, onde a obra se encontra atualmente.

## Falecimento
Robert William Vonnoh morreu em 28 de dezembro de 1933 em Nice, na França, e está enterrado ao lado o túmulo de sua esposa no Cemitério de Duck River, em Old Lyme, Connecticut, nos Estados Unidos. 

## Nota
- Este artigo incorpora texto da Encyclopædia Britannica de 1911 (domínio público).